# Elasmocylidrus tricolor
Elasmocylidrus tricolor là một loài bọ cánh cứng trong họ Cleridae. Loài này được Corporaal miêu tả khoa học đầu tiên năm 1939.